# Enrique Sánchez-Monge y Parellada
Enrique Sánchez-Monge y Parellada (Melilla, 14 de setembre de 1921 - Madrid, 1 de juliol de 2010) va ser un enginyer espanyol, acadèmic de la Reial Acadèmia de Ciències Exactes, Físiques i Naturals i de la Reial Acadèmia d'Enginyeria d'Espanya.

## Biografia
Doctor Enginyer Agrònom i Catedràtic de Genètica i Millora Vegetal de l'Escola Tècnica Superior d'Enginyers Agrònoms de Madrid. Va ser a més catedràtic de Genètica de la Facultat de Biologia de la Universitat Complutense de Madrid. Va ser Professor Emèrit de la Universitat Politècnica de Madrid, i de Recerca del Centre Superior d'Investigacions Científiques (1964).
Expert en Millora Genètica Vegetal, va ser un destacat impulsor de la denominada "revolució verda" dels anys 60, amb l'objectiu de lluitar contra la fam mundial. El 1955 va obtenir el Premi Nacional de Recerques Agràries per Catálogo Genético de Trigos Españoles i el 1980 el Premi Nacional de Publicacions Agràries. També va ser guardonat amb el Premi Nacional d'Investigació Leonardo Torres Quevedo l'any 1989. Doctor honoris causa per la Universitat de Castella-la Manxa i per la Universitat Pública de Navarra.
El 1994 va ingressar com a acadèmic a la Reial Acadèmia d'Enginyeria d'Espanya i el 1968 a la Reial Acadèmia de Ciències Exactes, Físiques i Naturals, en la que va prendre possessió el 1971 amb el discurs La androesterilidad vegetal y su utilización.

## Obres
- Genética General y Agrícola (1952)
- Fitogenética, Mejora de Plantas (1955, 1974)
- Catálogo Genético de Trigos Españoles (1955)
- Genética (1961, 1966, 1972)
- Diccionario de Genética (1962, 1970)
- Razas de maíz en España (1962)
- Diccionario de Plantas Agrícolas (1981)
- Flora Agrícola (1991)
- Diccionario Español-Inglés de nombres científicos de Agronomía (1995)